# Пабрадский район
Пабрадский район (лит. Pabradės rajonas) — административно-территориальная единица в составе Литовской ССР, существовавшая в 1950—1959 годах. Центр — город Пабраде.
Пабрадский район был образован в составе Вильнюсской области Литовской ССР 20 июня 1950 года. В его состав вошли 20 сельсоветов Швенчёнского уезда и 3 сельсовета Вильнюсского уезда.
28 мая 1953 года в связи с ликвидацией Вильнюсской области Пабрадский район перешёл в прямое подчинение Литовской ССР.
7 декабря 1959 года Пабрадский район был упразднён, а его территория разделена между Неменчинским (город Пабраде и 10 сельсоветов) и Швенчёнским (1 сельсовет) районами.